# Raspailia koreana
Raspailia koreana är en svampdjursart som beskrevs av Rho och Thomas Robertson Sim 1979. Raspailia koreana ingår i släktet Raspailia och familjen Raspailiidae.
Artens utbredningsområde är havet utanför Sydkorea. Inga underarter finns listade i Catalogue of Life.